# Odznaki personelu latającego 1919–1939
Odznaki personelu latającego 1919–1939. Po utworzeniu pierwszych eskadr lotnictwa polskiego w 1918 r. polski personel latający nosił odznaczenia wyniesione ze służby w byłych armiach państw zaborczych lub armii sprzymierzonych. W lutym 1919 r. zlecono zaprojektowanie odznaki dla polskich lotników profesorowi Akademii Sztuk Pięknych w Warszawie Władysławowi Gruberskiemu. Inspiracją dla artysty była odznaka austriackich pilotów i prawdopodobnie to było przyczyną powstania obiegowej nazwy „Gapa”, jak nazywano odznaki i godła państw zaborczych. Inna teoria mówi, że źródłem inspiracji Gruberskiego mógł być obraz umieszczony w Auli Politechniki Lwowskiej. Obraz autorstwa Jana Matejki, namalowany przez jego uczniów, przedstawia trzy Muzy, patronki rzeźby, malarstwa i literatury, na drugim planie unosi się orzeł z rozpostartymi skrzydłami i wieńcem laurowym w dziobie. Nową odznakę wprowadzono 19 lutego 1919 roku, rozkaz numer 24/19 podpisał pułkownik Jan Wroczyński, ówczesny kierownik Ministerstwa Spraw Wojskowych, opublikowano go w Dzienniku Rozkazów Ministra Spraw Wojskowych 4 marca 1919 roku. W rozkazie określono wygląd, sposób noszenia i zasady nadawania nowej odznaki. 

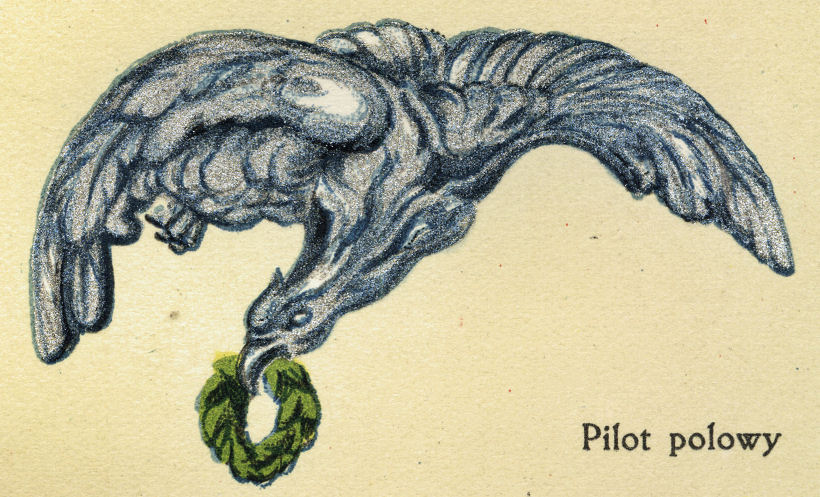
Polowa Odznaka Pilota.

## Odznaka Pilota

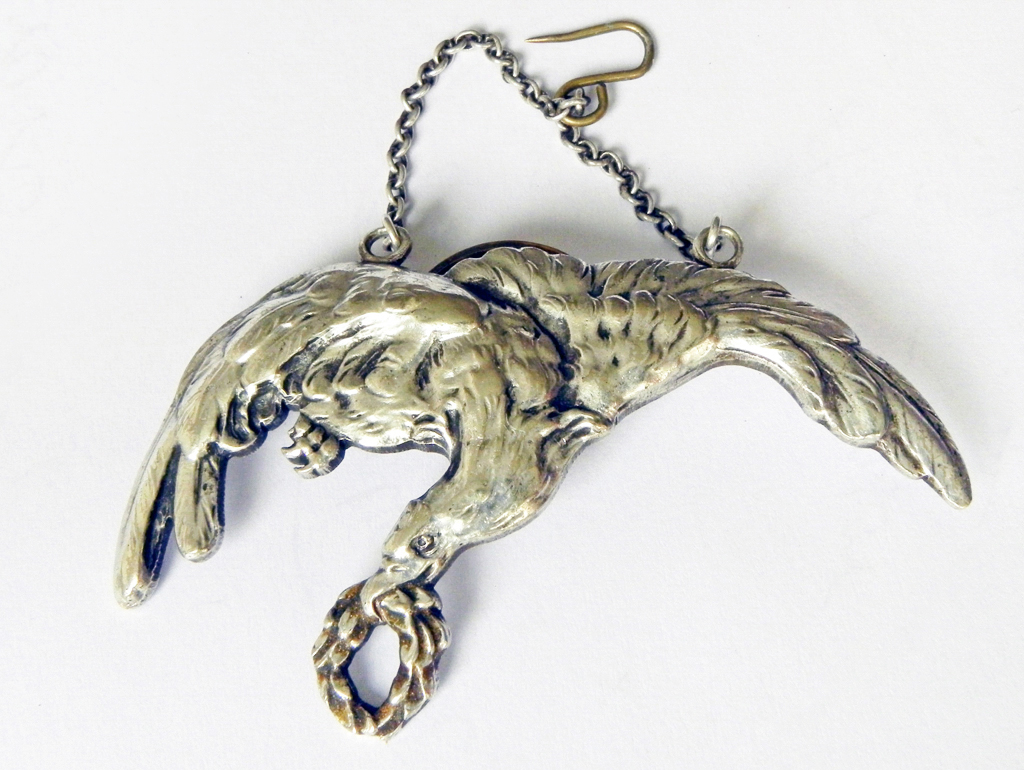
Odznaka Pilota w II RP

Odznaką był orzeł w locie o rozpiętości skrzydeł 64 mm wykonany z oksydowanej stali, trzymający w dziobie złoty wieniec laurowy, a na jego tylnej stronie wygrawerowany był kolejny numer odznaki i data jego nadania. Do końcówek skrzydeł przymocowany był łańcuszek.
Na początku ustalono zasady nadawania Odznaki Pilota:
Uprawnienie do noszenia odznaki przysługiwało ...oficerom i żołnierzom, którzy odbyli szkołę pilotów oraz zdali egzamin według specjalistycznych przepisów teoretycznych i praktycznego kierowania wszystkimi dostępnymi aparatami latającymi... Nadanie odznaki następuje na czas służby w wojskach lotniczych, a tylko w wyjątkowych przypadkach, tj. za szczególne zasługi oddane Ojczyźnie na polu lotnictwa, bądź to w boju, bądź przez szczególny czyn lotniczy może być przyznane dożywotnio. Również i rannym w wykonywaniu służby pilota - nadawane będzie prawo dożywotniego noszenia... Noszona miała być w następujący sposób: ...odznaka ma być przypinana po lewej stronie piersi, na wysokości pierwszego guzika bluzy, w odległości 2 cm od krawędzi kołnierza.... 
Początkowo odznakę nadawał Naczelny Wódz, zasięgając opinii dowódcy lotnictwa. Odznakę w okresie międzywojennym noszono tylko w czasie służby w lotnictwie. W przypadkach szczególnych zasług lub po odniesieniu ciężkich ran w czasie służby nadawano ją dożywotnio. Pierwszymi oficerami wojsk lotniczych, którzy w 1919 roku otrzymali odznaki byli: gen. Gustaw Macewicz, kpt. Stefan Bastyr, kpt. Donat Makijonek, por. Stefan Stec, por. Jerzy Borejsza i por. Franciszek Peter. W czasie wojny polsko-bolszewickiej, rozkazem numer 17/20 z dnia 25 maja 1920 roku sformułowano dodatkowe wymagania stawiane pilotom wojskowym, które musieli spełnić, aby otrzymać odznakę. Poza ukończeniem wojskowej szkoły lotniczej (polskiej lub zagranicznej), pilot musiał odbyć 10 lotów bojowych. W przypadku kiedy lotnik nie ukończył szkoły, a miał na swoim koncie owe 10 lotów, musiał zdać komisyjny egzamin. Piloci latający jako instruktorzy lotniczy, nie biorący udziału w walkach, musieli odbyć 300 lotów ze słuchaczami, aby otrzymać odznakę. Po wojnie, rozkazem numer 19/22 z dnia 9 maja 1922 roku, nadano dożywotnio odznakę amerykańskim pilotom walczącym w 7 Eskadrze Myśliwskiej.
Minister spraw wojskowych nadał tytuły i odznaki pilota na czas służby w wojskach aeronautycznych:
- nr 642–651 (7 sierpnia 1924), w tym Franciszkowi Żwirce[3],
- nr 652–665 (22 sierpnia 1924), w tym Olgierdowi Tuskiewiczowi[4],
- nr 666 oficerowi armii francuskiej gen. bryg. François-Lèon Leveque (7 września 1924)[5],
- nr 667–681 (25 września 1924), w tym Kazimierzowi Benzowi[6].

Rozkaz numer 13/33 z dnia 22 grudnia 1933 roku wprowadzał zasadę, według której absolwent wojskowej szkoły lotniczej otrzymywał tytuł pilota z trzecią klasą specjalności i nie miał prawa do noszenia odznaki. Po zdaniu końcowych egzaminów i dwuletniej służbie w jednostce wojskowej otrzymywał prawo do noszenia odznaki, ale bez wieńca laurowego i drugą klasę specjalności. Po kolejnych trzech latach służby pilot uzyskiwał pierwszą klasę i „Gapę” z wieńcem. Odznakę polową, której wyróżnikiem był zielony wieniec uznano wówczas za odznakę najwyższej klasy, a prawo do jej noszenia mieli tylko ci, którzy wykonywali loty bojowe podczas wojny. Zasada ta obowiązywała do zakończenia działań wojennych w Polsce w 1939 roku. 

## Odznaka Obserwatora

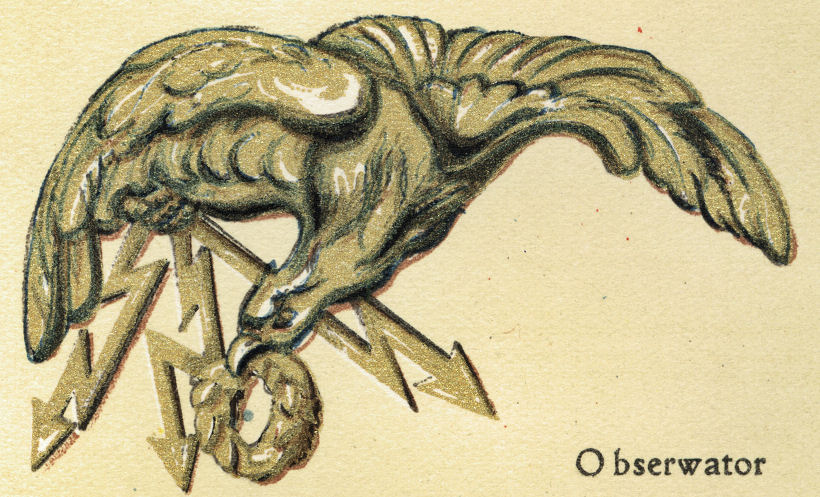
Odznaka Obserwator.

Swoją odznakę autorstwa profesora Gruberskiego mieli również obserwatorzy wojskowi. W ich przypadku orzeł w swoich szponach trzymał trzy błyskawice (w owym czasie zwane iskrami, wiązało się to ze specyfiką pracy obserwatorów lotniczych, do których obowiązków należało obsługiwanie nadajników iskrowych). Trzymane przez orła „iskry” zostały skopiowane z odznaki austriackiej.
15 kwietnia 1919 roku rozkazem nr 42/19 ustanowiono odznakę wojskowego obserwatora i ustalono zasady jej przyznawania:
Odznakę obserwatora nadaje Naczelny Wódz na podstawie propozycji Szefa lotnictwa oficerom i żołnierzom, którzy uczynili zadość następującym wymaganiom:
1. ukończenie kursu teoretycznego i praktycznego szkoły obserwatorów;
2. nie mniej niż półroczna służba w eskadrze na froncie, w której obserwator się odznaczył.

Warunki i prawo noszenia analogiczne, jak przy odznace pilota.

## Odznaka Aerofotogrametrystów

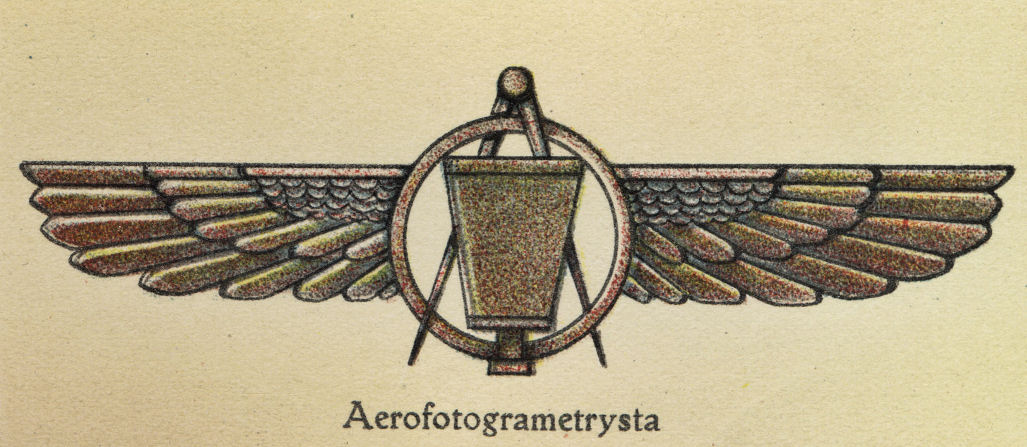
Odznaka Aerofotogrametrysta.

Odznaka przyznana bardzo nielicznemu gronu lotników. Od roku 1921 odznaka ta nie była już nadawana.

## Odznaki polowe pilota i obserwatora

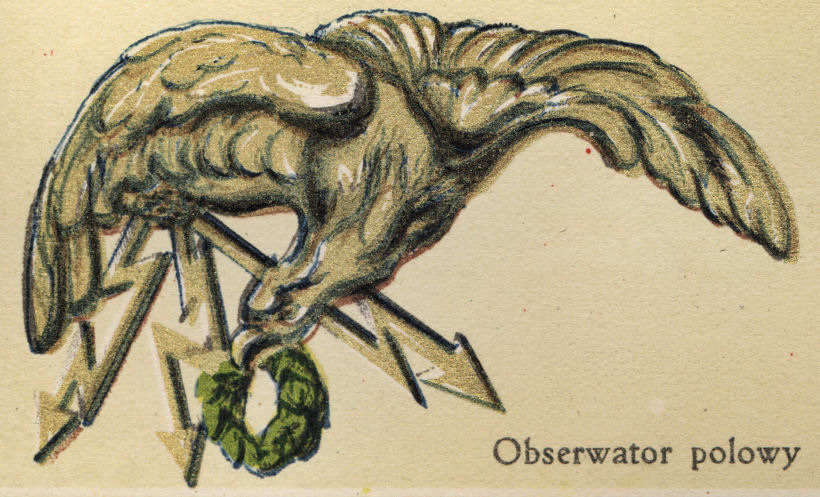
Polowa Odznaka Obserwatora.

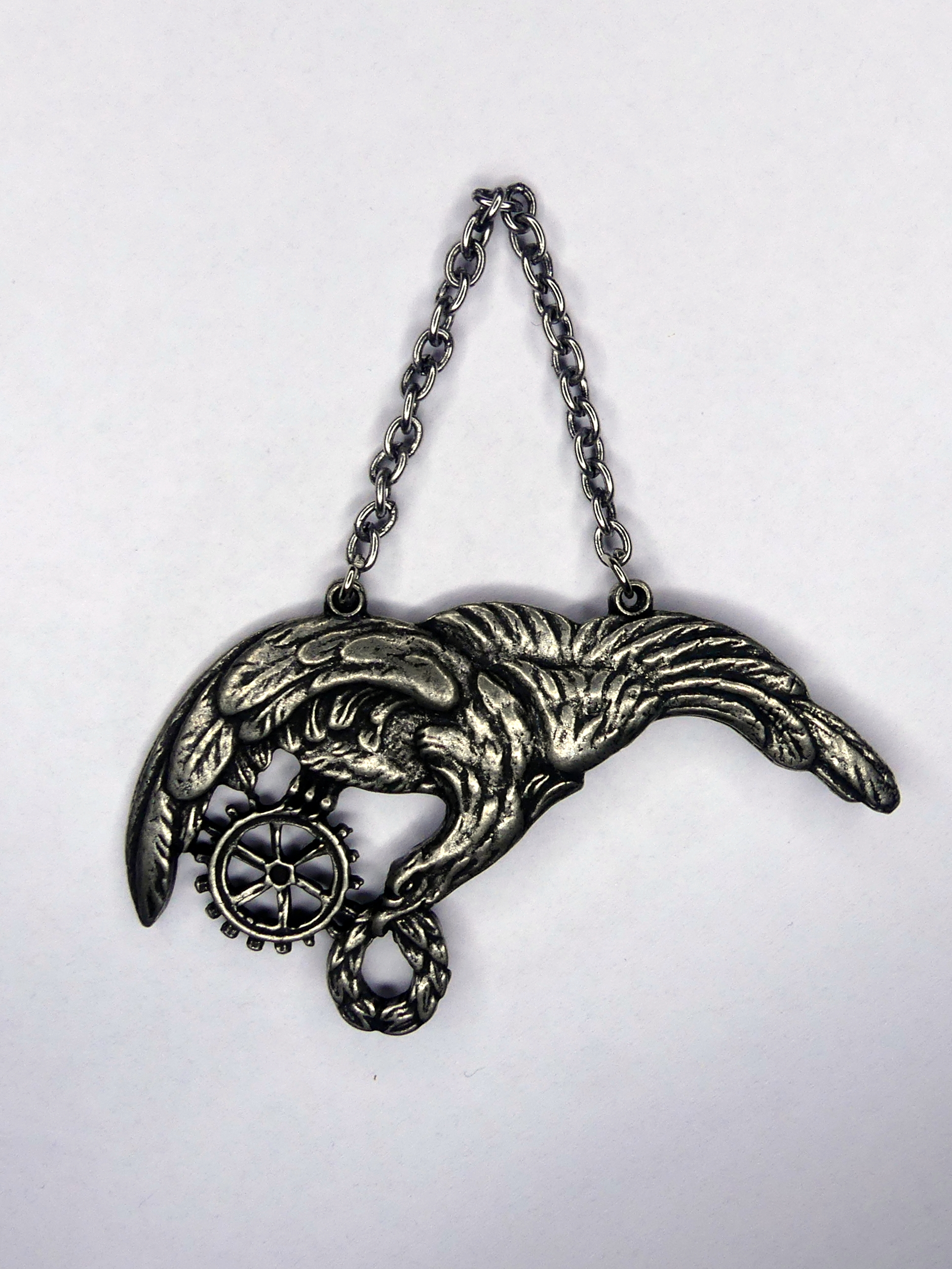
Odznaka mechanika pokładowego lotnika Polskich Sił Powietrznych w Wielkiej Brytanii

Po zakończeniu wojny o granice w 1920 roku zaczęła się zacierać różnica pomiędzy „polową” odznaką a odznaką uzyskaną w czasie pokoju. W 1928 roku chcąc wyróżnić pilotów i obserwatorów polowych (takich, którzy swe prawa do odznaki nabyli w czasie działań wojennych) od pilotów i obserwatorów z okresu pokoju, przy Departamencie Aeronautyki powstała Komisja Odznak Polowych w składzie: pułkownicy – Ludomił Rayski, Janusz de Beaurain, Jerzy Kossowski, majorzy – Tomasz Turbiak, Wacław Makowski, Władysław Kalkus, Karol Friser, Kazimierz Ziembiński, porucznicy – Zygfryd Piątkowski i Borowy. Zadaniem komisji było zweryfikowanie prawa do odznak polowych pilotom i obserwatorom i przedstawienie imiennych wniosków Ministrowi Spraw Wojskowych. 
Nadanie pierwszych polowych odznak pilota i obserwatora „za loty bojowe nad nieprzyjacielem czasie wojny 1918-1920” zostało ogłoszone 11 listopada 1928 roku w Dzienniku Personalnym Ministerstwa Spraw Wojskowych. 
Polowa odznaka pilota została nadana:
- 50 poległym pilotom,
- 75 pilotom stanu czynnego i powołanym do służby czynnej (odznaki nr 1-75),
- 27 pilotom rezerwy i w stanie spoczynku (nr 76-102),
- 9 pilotom oficerom armii amerykańskiej (nr 103-111),

polowa odznaka obserwatora została nadana:
- 32 poległym obserwatorom,
- 1 poległemu obserwatorowi oficerowi armii amerykańskiej (kpt. Arthur H. Kelly),
- 57 obserwatorom stanu czynnego (odznaki nr 1-57),
- 20 obserwatorom rezerwy i w stanie spoczynku (nr 58-77),
- 1 obserwatorowi oficerowi armii belgijskiej (nr 78 - por. Robert Vanderauver).

12 grudnia 1929 roku ogłoszono nadanie kolejnych odznak. Polowa odznaka pilota została nadana:
- 4 pilotom pośmiertnie,
- 9 pilotom służby czynnej i rezerwy (nr 112-120),

natomiast polowa odznaka obserwatora została nadana:
- 1 obserwatorowi pośmiertnie,
- 8 obserwatorom służby czynnej i rezerwy (nr 79-86)[10].

11 listopada 1932 roku, w dniu odsłonięcia pomnika „Lotnika” w Warszawie, żyjącym lotnikom zostały wręczone dyplomy nadania odznak podpisane przez Ministra Spraw Wojskowych, marszałka Polski Józefa Piłsudskiego.
11 listopada 1933 roku ogłoszono nadanie Polowych Odznak Pilota kapitanowi Stanisławowi Nazarkiewiczowi (nr 122), kapitanowi stanu spoczynku Tadeusz Miśkiewiczowi (nr 123), starszemu sierżantowi Wojciechowi Wieczorkowi (nr 124) i sierżantowi Janowi Adamowiczowi (nr 125), a Polowej Odznaki Obserwatora chorążemu rezerwy Kazimierzowi Giełdzie (nr 87).
6 lutego 1935 roku ogłoszono nadanie Polowych Odznak Pilota majorowi Marianowi Burchardowi (nr 126) i starszemu sierżantowi Michałowi Ratajczakowi (nr 127) oraz Polową Odznakę Obserwatora kapitanowi inżynierowi Julianowi Pawłowskiemu (nr 88).

## Znaki personelu latającego Polskich Sił Powietrznych w Wielkiej Brytanii
25 stycznia 1941 Naczelny Wódz wznowił nadawanie polowych odznak lotniczych pilota i obserwatora, przyznawanych za wojnę 1918–1920. Polowe odznaki lotnicze były nadawane jako polowa odznaka pilota – pilotom, jako polowa odznaka obserwatora – obserwatorom i strzelcom samolotowym. Nadanie polowych odznak lotniczych ogłaszano w Dzienniku Personalnym i wpisywano do ewidencji odznaczonego. Polowe odznaki lotnicze były „wyróżnieniem personelu latającego za branie czynnego udziału w działaniach bojowych w powietrzu”.
23 kwietnia 1942 Naczelny Wódz zmienił dotychczasową nazwę odznak na „znak polowy”. Jednocześnie ustanowił nowe znaki: radioobserwatora, radiotelegrafisty, mechanika pokładowego i strzelca samolotowego. Zasady nadawania nie uległy zmianie.

## Odznaka Pilota-Obserwatora

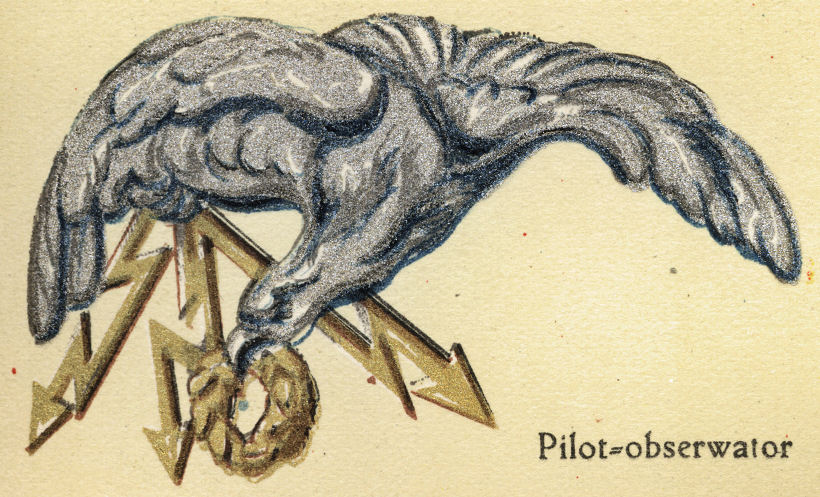
Odznaka Pilota-Obserwatora.

Wprowadzona po wojnie dla oficerów posiadających dyplomy pilota i obserwatora.